# Amapala ornata
Amapala ornata är en insektsart som beskrevs av Melichar 1914. Amapala ornata ingår i släktet Amapala och familjen Tropiduchidae. Inga underarter finns listade i Catalogue of Life.